# 奧赫達城
奧赫達城是委內瑞拉的城市，由蘇利亞州負責管轄，位於該國西北部馬拉開波湖東北岸，始建於1937年1月19日，面積975平方公里，海拔高度5米，2005年人口128,941。

## 外部連結
- Universidad Alonso de Ojeda - (Uniojeda)
- Universidad Nacional Experimental Rafael María Baralt （页面存档备份，存于） - (UNERMB)
- Instituto Universitario Pedro Emilio Coll - (IUTPEC)